# Gonocarpus
Gonocarpus är ett släkte av slingeväxter. Gonocarpus ingår i familjen slingeväxter.

## Dottertaxa tillGonocarpus, i alfabetisk ordning[1]
- Gonocarpus acanthocarpus
- Gonocarpus aggregatus
- Gonocarpus benthamii
- Gonocarpus chinensis
- Gonocarpus confertifolius
- Gonocarpus cordiger
- Gonocarpus diffusus
- Gonocarpus effusus
- Gonocarpus elatus
- Gonocarpus ephemerus
- Gonocarpus eremophilus
- Gonocarpus ericifolius
- Gonocarpus halconensis
- Gonocarpus hirtus
- Gonocarpus hispidus
- Gonocarpus humilis
- Gonocarpus implexus
- Gonocarpus incanus
- Gonocarpus intricatus
- Gonocarpus leptothecus
- Gonocarpus longifolius
- Gonocarpus mezianus
- Gonocarpus micranthus
- Gonocarpus montanus
- Gonocarpus nodulosus
- Gonocarpus oreophilus
- Gonocarpus paniculatus
- Gonocarpus philippinensis
- Gonocarpus pithyoides
- Gonocarpus pusillus
- Gonocarpus pycnostachyus
- Gonocarpus rudis
- Gonocarpus salsoloides
- Gonocarpus sanguineus
- Gonocarpus scordioides
- Gonocarpus serpyllifolius
- Gonocarpus simplex
- Gonocarpus tetragynus
- Gonocarpus teucrioides
- Gonocarpus trichostachyus
- Gonocarpus urceolatus